# サークルクラッシュ!
『サークルクラッシュ!』は原作・佐古田康之、作画・こすずめによる日本の4コマ漫画作品。コミックスマートが運営するウェブコミック配信サイト『GANMA!』第55号（2014年6月8日更新分）から連載され、2017年10月6日更新分で完結した。全155話。単行本はKADOKAWA/メディアファクトリーブランドのMFコミックスから刊行されている。
第2回次にくるマンガ大賞のWebマンガ部門において15位にランクインした。
キャラが作者（いわゆるナレーション）のセリフ枠をつかんだりするなど、メタな演出が多い。また、いわゆる時事ネタの回収も早い。

## あらすじ
美剣恋愛子（ラメコ）は、不良に絡まれていたところを助けてくれた陣大怜生に一目惚れし、陣大が部員だからという理由で第二マンガ研究部へ入部した。しかし、ラメコは他の部員と違っておたく趣味の造詣がほとんど無いギャルだったために部内では浮いた存在で、部長の鎧塚揚羽やボーイズラブ趣味の盾川まゆら、マイペースに忍者の修業を続ける兜首一郎らの濃い部員に囲まれながら、部活動を満喫（？）する。
そんなある日、第二マン研を目の敵にしている本家の第一マンガ研究部が、同人誌即売会・コミックランドでどちらの部の同人誌が多く売れるかという勝負を挑んで来る。勝負を挑んできたのは第一マン研の代表姫姫（きき）と百百合（ゆゆり）。彼らは揚羽との確執があり，逆恨みをして勝負を挑んできた。部長は争いごとを避けようと勝負しない意向を示したが，ラメコが勝手に引き受けてしまう。が，ラメコには夏コミでやることが無く…。この勝負，どうなるの⁉︎
その後，茶番劇風運動会，忍者の里への乱入，冬コミに参加できない騒動などの後，卒業の季節がやってきた。兜首，揚羽の卒業が近づく中，まゆらは揚羽との別れを悲しんでいた。彼女は，腐女子である自分のことを認めてくれた，最初の人だから…。だから…だから…私にも恩返しがしたい！恩人の為に奔走するまゆら。彼女の一世一代の賭けは，成功するのか⁉︎

## 登場人物

### 第二マンガ研究部
本家のマンガ研究部から路線対立を経て分裂したクラブ。部員それぞれがジャンルの異なるおたく趣味を有しているが、新入部員のラメコだけはおたく趣味と縁遠い存在である。
『第一部』
美剣 恋愛子（みつるぎ らめこ）
主人公。不良に絡まれていた所を陣大怜生に助けられて一目惚れし、第二マン研に入部した。しかし、本人はおたく趣味とは縁遠い根っからのギャル気質で漫画やアニメが特段好きと言う訳でもなく、好きな漫画は『ワ●ピース』で入部後に頑張って手を出したマニアックな漫画は『進撃の●人』と言うぐらいメジャー作品以外は大して興味が無いため陣大を含む他の部員からは「ニワカ」扱いされている。
本名がキラキラネームなので入部当初は自己紹介を渋っていたが、学生証を見られたことで本名がばれてからは「ラメちゃん」と呼ぶ人もいる。
最初は盾川の事を「幻かなにか？」と言ったり、読書中の陣大に「音読しようか？」と言ったりするなど、空気が読めないところが有った。しかし部員として活動していくにつれ成長、部にも馴染んでいき、時には部の中心となる事もあるようになった。
陣大 怜生（じんだい れお）
第二マン研部員の眼鏡男子。ラメコが不良に絡まれていた所を助けて一目惚れされているが陣大の方は全く身に覚えがなく、夕方放送のアニメを見たくて急いでいた所でラメコを取り囲む不良の一群と遭遇したので早く場を収めたかったと言うのが真相だった。
ラメコからは一方的に片思いされているが、陣大の側はラメコを「ニワカ」と軽蔑している。
鎧塚 揚羽（よろいづか あげは）
第二マン研部長。普段は瓶底眼鏡を着用しているが、眼鏡を取ると意外に美人。
入学当初は“本家”のマンガ研究部に所属していたが、路線対立を経て決別し新規に第二マン研を立ち上げて部長に就任した。部員が増えると部費も増える為、人数合わせという名目でラメコの入部を認めた。ただしラメコから陣大への片思いに対して「面白いオモチャ」と面白がったりしているなど、いたずら好きなところもある。
盾川 まゆら（たてかわ まゆら）
第二マン研部員で、重度の人見知りの腐女子。何故か推しのカップリングがことごとくマイナーになるジンクスを抱えているが、それでも我が道を行く芯の強さを持ち合わせている。
兜首 一郎（かぶとくび いちろう）
第二マン研部員。忍者の末裔であり、部活動の時間でも他の部員との会話には余り加わらずマイペースに忍者修業を続けている。　
『第二部』
追加求

### “本家”マンガ研究部
元から存在したクラブだが、路線対立を経て第二マン研が独立して以降は第二マン研を目の仇にしており何かにつけて勝負を吹っかけて来る。
舞城 姫姫（まいじょう きき）
本家マン研の部長。小学生と間違えられる低身長で、校内でも構わずゴスロリ衣装で着飾っている。元部員の揚羽が路線対立の末に第二マン研を立ち上げたことを根に持っており、どうにかして第二マン研を潰そうと機会をうかがっている。
ラメコと同様にキラキラネームがコンプレックスで、特に「ヒメヒメ」と呼ばれることに対しては過敏に反応する。
堀江 百百合（ほりえ ゆゆり）
本家マン研の部員。制服のブレザーでなく学ランを好んで着用する男装の麗人として女子生徒に絶大な人気を博している。2年生だが姫姫から直々にスカウトされて本家マン研に入部し、保護者のように振る舞っている。

### 他の生徒
槍下累（やりしたかさね）
生徒会長。厳しい性格で周りからも恐れられていたが、突如BL（ボーイズラブ）の世界にはいりこみ、『そんなことよりBLって素晴らしいですね。』という名言を残している。腐女子であるまゆらと認めあっており、途中から笑顔の描写が増えた。

## 単行本
紙書籍と電子書籍の収録話数はそれぞれ異なるのでページ数は同一ではない。
紙書籍
- 佐古田康之／こすずめ『サークルクラッシュ!』〈MFコミックス〉 KADOKAWA（メディアファクトリー） 既刊2巻（2017年11月25日現在）
  1. 2015年11月21日発売[3] ISBN 978-4-04-067930-3
  2. 2016年4月23日発売[4] ISBN 978-4-04-068326-3

電子書籍
- 佐古田康之／こすずめ『サークルクラッシュ!』〈GANMA!〉コミックスマート（GANMA!） 全10巻
  1. 2019年3月1日発売 ASIN B07X678BHN　1～16話掲載
  2. 2019年3月1日発売 ASIN B07X56Z9SY　17～31話掲載
  3. 2019年3月1日発売 ASIN B07X43X9RD　32～49話掲載
  4. 2019年6月1日発売 ASIN B07X21V6YZ　50～64話掲載
  5. 2019年6月1日発売 ASIN B07X44KQRF　65～79話掲載
  6. 2019年6月1日発売 ASIN B07X74WCZJ　80～96話掲載
  7. 2019年7月1日発売 ASIN B07WZW6Z3B　97～112話掲載
  8. 2019年7月1日発売 ASIN B07X64NFDR　113～127話掲載
  9. 2019年8月1日発売 ASIN B07X651FQX　128～141話掲載
  10. 2019年8月1日発売 ASIN B07X21NGPK　142～最終話掲載